# Nowy Korczyn (gmina)
Nowy Korczyn est une gmina rurale du powiat de Busko, Sainte-Croix, dans le centre-sud de la Pologne. Son siège est le village de Nowy Korczyn, qui se situe environ 20 km au sud de Busko-Zdrój et 67 km au sud de la capitale régionale Kielce.
La gmina couvre une superficie de 117,31 km2 pour une population de 6 381 habitants.

## Géographie
La gmina inclut les villages de Badrzychowice, Błotnowola, Brzostków, Czarkowy, Górnowola, Grotniki Duże, Grotniki Małe, Harmoniny, Kawęczyn, Łęka, Nowy Korczyn, Ostrowce, Parchocin, Pawłów, Piasek Wielki, Podraje, Podzamcze, Rzegocin, Sępichów, Stary Korczyn, Strożyska, Ucisków, Winiary Dolne et Żukowice.
La gmina borde les gminy de Bolesław, Busko-Zdrój, Gręboszów, Mędrzechów, Opatowiec, Pacanów, Solec-Zdrój et Wiślica.